# Andy Nägelein
Andreas Nägelein, detto Andy (Hong Kong, 5 ottobre 1981), è un ex calciatore hongkonghese, di ruolo centrocampista.

## Biografia
È nato a Hong Kong da padre tedesco e madre hongkonghese. Ha una sorella, anche lei nata a Hong Kong. Quando aveva un anno, la sua famiglia tornò a Norimberga, in Germania.

## Carriera

### Club
Ha giocato nella massima serie di Hong Kong e Cipro. Inoltre, ha giocato nella seconda serie cinese e tra la seconda e la quarta serie del campionato tedesco.

### Nazionale
Tra il 2013 e il 2016, ha giocato 9 partite con la nazionale hongkonghese.